# 山元正博
山元 正博（やまもと まさひろ、1950年3月17日 - ）は、日本の微生物学者。博士（農学）。株式会社源麹研究所　代表取締役会長、株式会社河内源一郎商店 代表取締役社長。鹿児島県鹿児島市清水町生まれ。在霧島スロバキア共和国名誉領事

## 年譜
- 1950年（昭和25年）3月17日 鹿児島県鹿児島市清水町に代々続いている種麹屋・株式会社河内源一郎商店の代表取締役をつとめた父・山元正明と河内源一郎の一人娘である母・昌子の長男として生まれる。
- 1963年（昭和38年）鹿児島市立清水小学校卒業
- 1966年（昭和41年）ラ・サール中学卒業
- 1969年（昭和44年）ラ・サール高校卒業
- 1970年（昭和45年）東京大学入学
- 1977年（昭和52年）東京大学大学院修士課程（農学部応用微生物研究所終了）
- 1987年（昭和62年）株式会社河内源一郎商店代表取締役。
- 1994年（平成06年）霧島高原ビール株式会社を設立、社長に就任[2]。
- 1999年（平成11年）日本人初となる、チェコ外務大臣表彰受賞[3]。チェコ政府から要請を受け[4]、チェコ政府観光局日本代表部代表に就任[5]。
- 2008年（平成22年）スロバキア名誉領事に就任[6]。

## 書籍

### 著書
- 『麹のちから！ 食べ物が美味しくなる/身体にいい/環境を浄化する/ストレスをとる…麹は天才です』（2012年7月26日、風雲舎）ISBN 9784938939694
- 『麹親子の発酵はすごい！』（共著者:山元文晴）（2020年12月16日、ポプラ社）ISBN 9784591168431
- 『発酵食品はおいしいクスリ』（2022年12月7日、ポプラ社 ポプラ新書）ISBN 9784591175859

## 論文
- 麹菌(Asp.awamori)を利用した食品残渣のリサイクル飼料化に関する研究連合農学研究科・博士論文 鹿児島大学

## テレビ出演
- 日経スペシャル カンブリア宮殿 食材を劇的に変える！ おいしさを生む食の革命（2024年5月2日、テレビ東京）[7]。